# تپه یزدان (زیرکوه)
تپه یزدان مربوط به دورهٔ میانه اسلامی تا دورهٔ صفوی است و در شهرستان زیرکوه، حاشیهٔ روستای متروکه یزدان واقع شده و این اثر در تاریخ ۲۷ آبان ۱۳۸۵ با شمارهٔ ثبت ۱۶۴۵۵ به‌عنوان یکی از آثار ملی ایران به ثبت رسیده است.